# Бикезин, Георгий Васильевич
Георгий Васильевич Бикезин (укр. Георгій Васильович Бікезін; 1 декабря 1909, Снежно́е, область Войска Донского — 8 октября 1985, Донецк) — советский футболист, защитник. Позже — футбольный тренер и судья. Мастер спорта СССР, заслуженный тренер Украинской ССР.

## Биография
Начинал играть в футбол в родном городе Снежное. Играл за краснодарские команды «Желдор» и «Динамо». С 1935 года по 1936 год являлся игроком ДГТФ из Ростова-на-Дону.
В 1937 году перешёл в сталинский «Стахановец». После проигрышного матча 25 июня 1939 года с одесским «Динамо» (1:5) стал капитаном команды вместо Григория Балабы. Итогом первого года выступления за «Стахановец» стало второе место клуба (вместе с киевским «Локомотивом») в третьем по силе дивизионе советского футбола. В последующем команда выступала в высшем дивизионе. По итогам чемпионата 1938 года вошёл в список 33 лучших футболистов сезона в СССР. 30 июня 1939 года стал автором первого гола «Стахановца» (позже «Шахтёра») в противостоянии с киевским «Динамо», встреча завершилась 1:1. 28 июля 1939 года состоялись выборы капитана команды, и Бикезин из-за двух не забитых пенальти в двух матчах кряду передал повязку Николаю Кононенко. По результатам сезона 1940 года ему было присвоено звание мастера спорта. Бикезин является автором четырнадцати забитых голов с пенальти. В связи с началом Великой Отечественной войны команда прекратила выступления в высшем дивизионе.
Во время войны играл в Сталино в команде «Авангард» в качестве капитана. Город был освобождён 8 сентября 1943 года, а спустя два дня ЦК профсоюзов рабочих углепрома назначил Бикезина директором стадиона. Перед ним была поставлена задача воссоздать команду. Спустя два месяца после освобождения города усилиями Бикезина, состоялся первый футбольный матч.
Вновь был избран капитаном воссозданной команды. Стал единственным игроком в истории Украины, который был капитаном футбольной команды до начала войны, во время немецкой оккупации и в послевоенное время. В воссозданной команде из довоенного состава остались лишь Николай Кузнецов, Пётр Юрченко и сам Бикезин. С 1946 года клуб стал называться «Шахтёр». Вместе с «горняками» становился бронзовым и серебряным призёром второго по силе дивизиона СССР и помог клубу вернуться в высший дивизион. Завершил карьеру игрока в 1949 году в возрасте сорока лет, став самым возрастным игроком в истории клуба.
В 2010 году сайт Football.ua включил его в список 50 лучших игроков «Шахтёра», где он занял пятнадцатое место.
С 1956 года по 1957 год входил в тренерский штаб «Шахтёра». Работал администратором клуба. В 1959 году являлся главным арбитром матча первой лиги СССР между житомирским «Авангардом» и тульским «Трудом».
В 1951 году стал основателем детской команды «Шахтёра», где работал тренером на протяжении 25 лет. Среди его воспитанников Юрий Ананченко, Николай Головко. Владимир Сальков, Вячеслав Чанов, Виктор Носов, Юрий Дудинский, Владимир Пьяных, Виктор Удалов, Виктор Зубков и Валентин Седнев. В 1965 году ему было присвоено звание заслуженного тренера Украинской ССР. В память о Бикезине разыгрывался турнир его имени.